# Canon Powershot G9 X Mark II
Canon Powershot G9 X II är en digital kompaktkamera som tillkännagavs av Canon den 4 januari 2017 och som kom ut i februari samma år. Kameran är efterföljaren till Canon Powershot G9 X från oktober 2015 och ingår i Powershot G-serien.

## Specifikationer
Den har 20,1 megapixlar (vilket ger en max upplösning på 5 472×3 648) och en BSI CMOS-sensor samt en processor av typen DIGIC 7. Kameran väger cirka 206 g (inklusive batteri och minneskort) och har inbyggt Wi-Fi, NFC och Bluetooth samt kan ta kort i RAW eller JPEG. Objektivet har 3x optisk zoom och en bländaröppning på f/2–4,9 med en brännvidd på 28–84 mm. Det går att överföra bilder via Wi-Fi via en smartphone eller via SD, SDHC eller SDXC minneskort. Kamerans högsta upplösning är 1080p i 60 bilder per sekund. Kameras ISO är mellan 125 och 12 800 men finns även som autofunktion. Den har ett separat batteri men kan även laddas via USB 2.0. Kameran har en inbyggt mikrofon men ingen mikrofonport. Den har även ett micro-HDMI uttag och en inbyggd blixt som är uppfällbar. LCD-skärmen på baksidan av kameran går inte att fälla ut och vrida. Skärmen är en pekskärm.